# Fontana del Pesce (Monaco di Baviera)

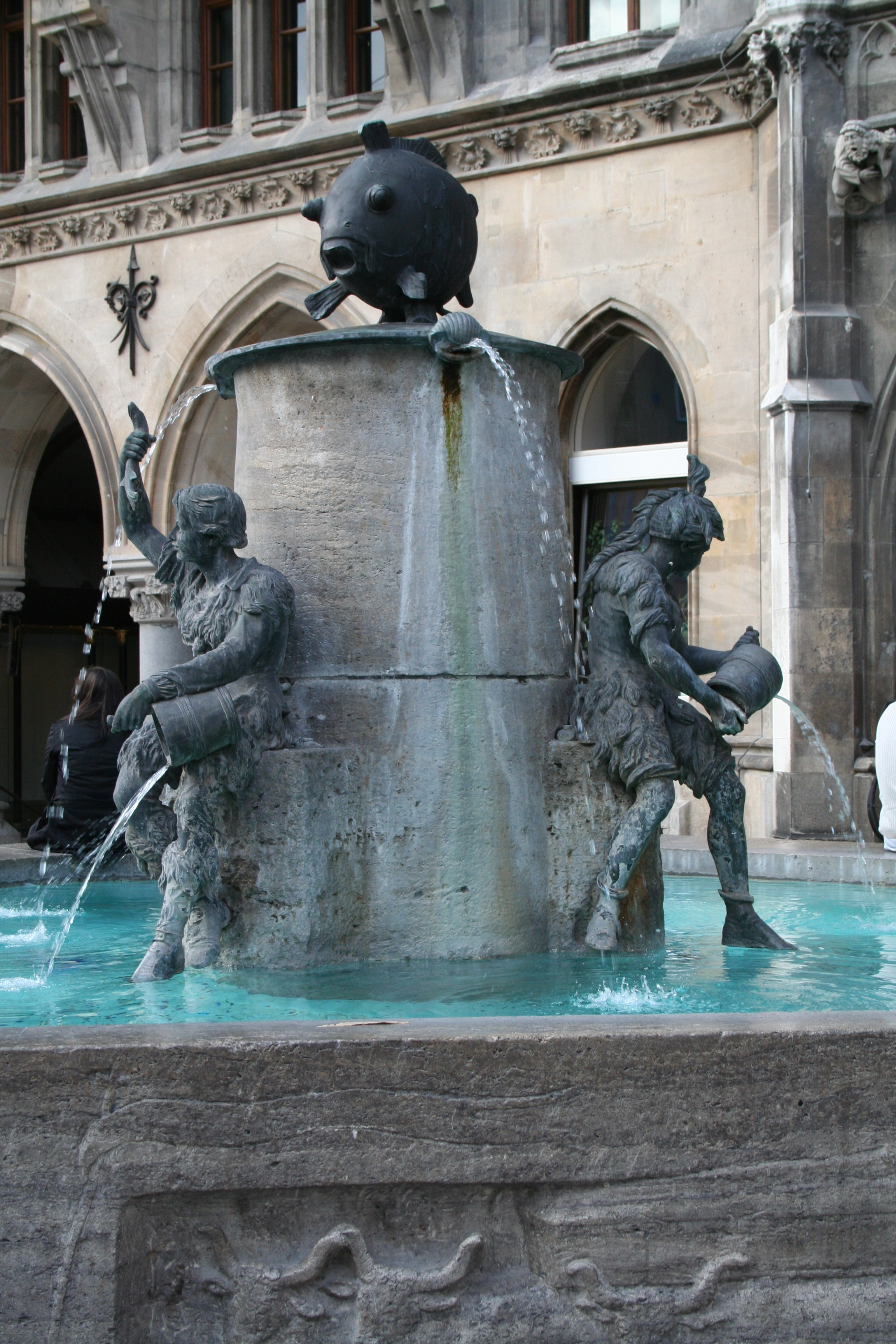
La fontana del Pesce sulla Marienplatz a Monaco di Baviera

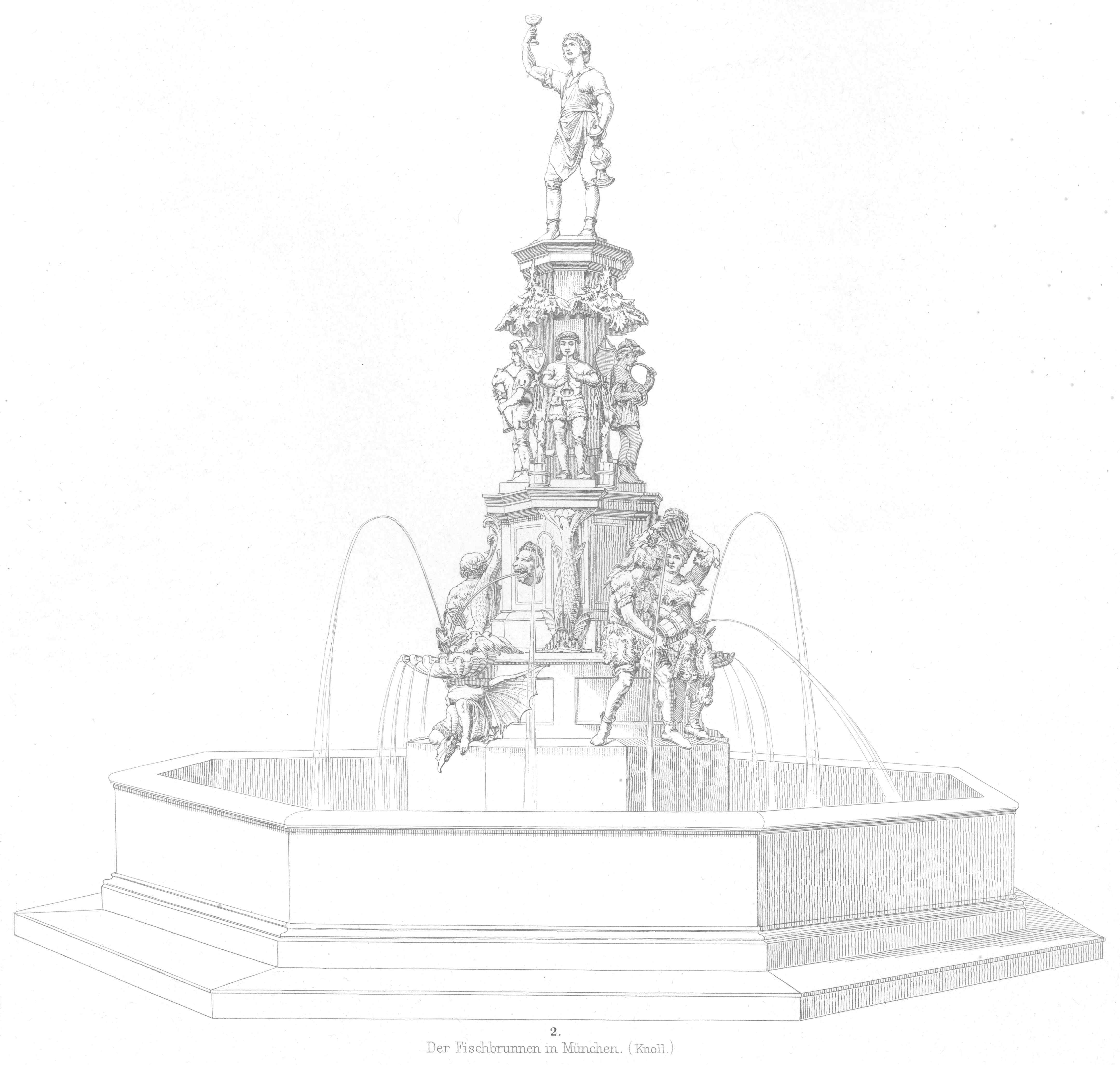
Il manufatto prima della distruzione bellica (1865-1944)

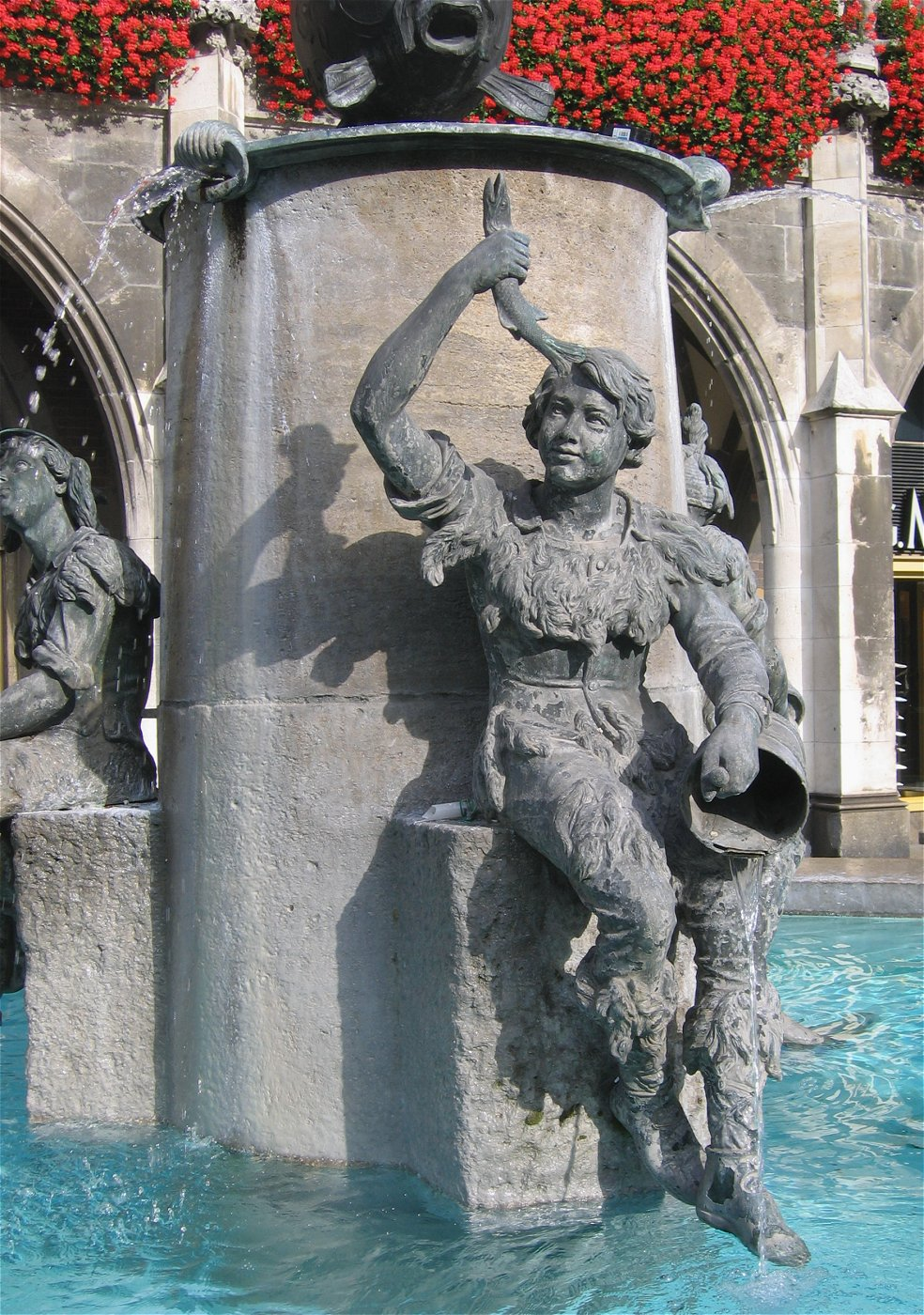
Dettaglio della fontana

La fontana del Pesce (in tedesco Fischbrunnen) è una fontana situata in Marienplatz, nel pieno centro di Monaco di Baviera, dirimpetto all'entrata del municipio di Monaco.
Eretta nel 1886 dallo scultore Konrad Knoll, fu totalmente distrutta durante la seconda guerra mondiale e in seguito ricostruita, negli anni '50, in versione moderna abbinando il nuovo a elementi vecchi risalenti alla fontana ante guerra.